# 冀国
冀国，是春秋时期的一个诸侯国。
晋献公十九年，即公元前658年，晋国向虞国求假道而讨伐虢国。晋国大夫荀息的致虞国求假道书中提到，先前冀国入侵虞国，晋国帮助虞国击败了冀国。荀息指出，不久前虢国侵犯晋国，所以晋国有请虞国同意假道。
在此年之后，冀国悄无声息地被晋国吞并，《春秋》经传都没记载具体年份。冀地入晋之后，晋国君主将冀赐予大夫郤氏。